# Konstal 105Ne
Konstal 105Ne je čtyřnápravová tramvaj, která byla v letech 1993–1994 vyráběna polskou firmou Konstal v Chořově pro varšavskou tramvajovou síť jako nástupce tramvají 105Nb. Celkem bylo vyrobeno 18 těchto vozů.

## Konstrukce
Konstal 105Ne je jednosměrný čtyřnápravový motorový tramvajový vůz. Je odvozen z modelů 105Nb pro Varšavu. Podlaha vozu nachází se ve výšce 910 mm nad temenem kolejnice. Tramvaj má v pravé bočnici čtyři dvojkřídlé dveře. Horní část oken je otevíratelná, výklopná. Kabina řidiče je uzavřená. Tramvaj je vybavena elektrickou výzbrojí s odporovou regulací. Stejnosměrné trakční motory se nacházejí v podvozcích (v každém dva). Vozy jsou vybaveny vícečlenným řízením, je tak možné spřahovat tramvaje 105Ne do dvouvozových vlaků a ovládat je pouze z předního vozu. Proud je z trolejového vedení odebírán pantografem typu OTK-1. V prostoru pro cestující jsou plastové sedačky s textilním potahem rozmístěny v uspořádání 1+1.

## Dodávky
| Současný stát | Město   | Článek | Typ   | Roky dodávek | Počet vozů | Evidenční čísla při dodání | Poznámky | Zdroj |
| ------------- | ------- | ------ | ----- | ------------ | ---------- | -------------------------- | -------- | ----- |
| Polsko        | Varšava | článek | 105Ne | 1993–1994    | 18         | 1393–1410                  |          | [ 2 ] |